# Mrežnica (Barilović)
 Mrežnica  falu Horvátországban, Károlyváros megyében. Közigazgatásilag Barilovićhoz tartozik.

## Fekvése
Károlyvárostól 29 km-re, községközpontjától 18 km-re délnyugatra a Kordun területén, a Mrežnica folyó jobb partján, a Tounjčica torkolatával szemben  fekszik.

## Története
A településnek 1857-ben 83, 1910-ben 75 lakosa volt. Trianon előtt Modrus-Fiume vármegye Vojnići járásához tartozott. 2011-ben 4 állandó lakosa volt.

## Lakosság
| Lakosság változása | Lakosság változása | Lakosság változása | Lakosság változása | Lakosság változása | Lakosság változása | Lakosság változása | Lakosság változása | Lakosság változása | Lakosság változása | Lakosság változása | Lakosság változása | Lakosság változása | Lakosság változása | Lakosság változása | Lakosság változása |
| ------------------ | ------------------ | ------------------ | ------------------ | ------------------ | ------------------ | ------------------ | ------------------ | ------------------ | ------------------ | ------------------ | ------------------ | ------------------ | ------------------ | ------------------ | ------------------ |
| 1857               | 1869               | 1880               | 1890               | 1900               | 1910               | 1921               | 1931               | 1948               | 1953               | 1961               | 1971               | 1981               | 1991               | 2001               | 2011               |
| 83                 | 84                 | 58                 | 61                 | 74                 | 75                 | 77                 | 86                 | 41                 | 40                 | 39                 | 35                 | 26                 | 16                 | 0                  | 4                  |

## Nevezetességei
Természeti látványossága a Mrežnica folyó vízesései.